# Ruokosjärvi (sjö i Lapinlax, Norra Savolax)
Ruokosjärvi är en sjö i kommunerna Lapinlax och Kuopio i landskapet Norra Savolax i Finland. Sjön ligger 98 meter över havet. Den är 4,36 meter djup. Arean är 49 hektar och strandlinjen är 4,11 kilometer lång. Sjön  ingår i Vuoksens huvudavrinningsområde.   Den ligger omkring 48 kilometer norr om Kuopio och omkring 380 kilometer norr om Helsingfors. 